# Wonder Man
Wonder Man är en kommande amerikansk miniserie, skapad av Destin Daniel Cretton och Andrew Guest. Serien är baserad på Marvel Comics karaktär med samma namn. Serien kommer bli del av Marvel Cinematic Universe (MCU), producerad av Marvel Television.
Serien är planerad att ha premiär på streamingtjänsten Disney+ i december 2025 och kommer bestå av åtta avsnitt.

## Rollista (i urval)
- Yahya Abdul-Mateen II – Simon Williams / Wonder Man
- Ben Kingsley – Trevor Slattery
- Demetrius Grosse – Eric Williams / Grim Reaper
- Ed Harris – Neal Saroyan

## Produktion
Serien började spelas in den 5 april 2023 i Los Angeles med arbetsnamnet Callback. Inspelningarna var planerade att pågå till början av augusti samma år, men på grund av manusförfattar- och skådespelarstrejkerna i Hollywood under 2023 så behövde den pausas. Inspelningarna återupptogs i januari 2024 och blev färdiginspelad i april samma år.